# 領家 (川口市)
領家（りょうけ）は、埼玉県川口市の町名。現行行政地名は領家一丁目から五丁目。住居表示実施地区。郵便番号は332-0004。

## 地理
川口市の南東部に位置し、川口元郷駅から1200 mほど離れている。足立区隣接し、特に地区南部は工業地帯となっている。地区北部は住宅地となっており、南北で雰囲気が異なる。

### 河川
- 芝川
- 新芝川

## 歴史

### 沿革
- 1969年（昭和44年）11月1日 - 住居表示の実施により領家町、元郷町一丁目・三丁目の各一部から領家一丁目〜五丁目が成立[5][6]。

## 世帯数と人口
2024年（令和6年）3月1日現在の世帯数と人口は以下の通りである。
| 丁目       | 世帯数    | 人口    |
| ---------- | --------- | ------- |
| 領家一丁目 | 959世帯   | 1,874人 |
| 領家二丁目 | 840世帯   | 1,638人 |
| 領家三丁目 | 959世帯   | 2,021人 |
| 領家四丁目 | 368世帯   | 583人   |
| 領家五丁目 | 124世帯   | 157人   |
| 計         | 3,250世帯 | 6,273人 |

## 小・中学校の学区
市立小・中学校に通う場合、学区（校区）は以下の通りとなる。
| 丁目       | 番地 | 小学校             | 中学校             |
| ---------- | ---- | ------------------ | ------------------ |
| 領家一丁目 | 全域 | 川口市立領家小学校 | 川口市立領家中学校 |
| 領家二丁目 | 全域 | 川口市立領家小学校 | 川口市立領家中学校 |
| 領家三丁目 | 全域 | 川口市立領家小学校 | 川口市立領家中学校 |
| 領家四丁目 | 全域 | 川口市立領家小学校 | 川口市立領家中学校 |
| 領家五丁目 | 全域 | 川口市立領家小学校 | 川口市立領家中学校 |

## 交通

### 道路
- 東京都道・埼玉県道107号東京川口線

## 施設
一丁目
- 埼玉りそな銀行
- 瀧野川信用金庫
- あけぼの幼稚園
- 領家第八公園

二丁目
- 川口市立領家中学校
- 松葉幼稚園
- 領家第六公園
- 領家第九公園
- 日蓮宗 実相寺
- 曹洞宗 光音寺
- 稲荷神社
- 川口領家郵便局

三丁目
- 川口市立領家小学校
- 領家保育園
- 河合病院
- 矢作児童公園

四丁目
- 梛木ノ原公園
- 三井不動産ロジスティクスパーク川口

五丁目
- 川口市立南平学校給食センター
- 国分川口流通センター
- 株式会社大泉工場[8] - 社屋は「大泉家住宅洋館」として登録有形文化財（建造物）に登録されている。